# NGC 1936
NGC 1936 је емисиона маглина у сазвежђу Златна риба која се налази на NGC листи објеката дубоког неба.
Деклинација објекта је - 67° 58' 34" а ректасцензија 5h 22m 14,6s. Привидна величина (магнитуда) објекта NGC 1936 износи 10,1. NGC 1936 је још познат и под ознакама IC 2127, ESO 56-EN111, in LMC.